# Attaque de la Bourse de Karachi
L'attaque de la Bourse de Karachi est une attaque survenue le 29 juin 2020 dans le bâtiment de la bourse (en) du Pakistan à Karachi lorsque des combattants l'ont attaqué avec des grenades et en tirant dessus sans distinction. Au moins trois gardes de sécurité et un sous-inspecteur de police ont été tués tandis que sept personnes ont été blessées lors de l'attaque. La police a indiqué qu’ils avaient tué les quatre assaillants en moins de 8 minutes.

## Contexte
Les groupes ethniques baloutches ont combattu pendant une insurrection de longue date pour une patrie séparée et une plus grande part des ressources dans la province du Baloutchistan au Pakistan. Le Pakistan a subi des années de violence militante, principalement de la part de groupes islamistes, mais les attaques sont devenues rares ces dernières années. Cependant, depuis l'attaque du consulat de Chine à Karachi en novembre 2018, les indépendantistes multiplient les attaques contre les infrastructures économiques pakistanaises, pour toucher le gouvernement central, et chinoises à travers la Nouvelle route de la soie, car ils considèrent les gouvernements pakistanais et chinois comme des spoliateurs de la richesse du Baloutchistan.

## Attaque
Le 29 juin 2020, à 10h02 du matin, une voiture transportant les assaillants est arrivée à la Bourse du Pakistan sur la route II Chundrigar (en). À 10h10, les quatre assaillants ont été tués par les forces de sécurité, selon le directeur général Sindh Rangers. Selon lui, les assaillants voulaient "non seulement tuer mais créer une situation d'otage". Une fois l'attaque contrecarrée, le personnel de sécurité a effectué une opération de déminage et la normalité a été rétablie dans la localité dans les 30 à 35 minutes.
Des militants armés de fusils automatiques ont lancé une grenade puis ont commencé à tirer sur un poste de sécurité à l'extérieur de la bourse. "Ils étaient venus dans une Corolla argentée ", a déclaré plus tard à Reuters le chef de la police de Karachi, Ghulam Nabi Memon.
Les gardes ont riposté, tuant les quatre agresseurs, selon les autorités, mais des policiers et du personnel de sécurité font partie des victimes. Le directeur de la bourse, Abid Ali Habib, a déclaré que les hommes armés se sont échappés du parking et "ont ouvert le feu sur tout le monde". Les rapports indiquent que la plupart des gens ont réussi à s'échapper ou à se cacher dans des pièces verrouillées. Ceux à l'intérieur du bâtiment ont été évacués par la porte arrière, a rapporté Geo News (en).
Un officier de police et trois agents de sécurité figuraient parmi les victimes. Parmi les blessés de l'attaque figuraient trois policiers, deux gardes de sécurité et un employé de la bourse. Les blessés ont été transférés à l'hôpital civil. Quatre sacs ont été récupérés sur les lieux, dont quatre pistolets-mitrailleurs, des grenades à main, des armes, des bouteilles d'eau et des dattes.

## Enquête
Le général de division DG Rangers Sindh, Umar Bukhari, a déclaré lors d'une conférence de presse que "l'attaque n'était pas possible sans l'aide d'une agence de renseignement étrangère". Selon les enquêteurs, le cerveau de l'attaque est Bashir Zeb, qui se cache en Afghanistan.
Selon Raja Umar Khattab du Département de la lutte contre le terrorisme (CTD), trois des quatre agresseurs ont été identifiés par leurs empreintes digitales comme Salman, Tasleem Baloch et Siraj, tous résidant dans le district de Kech, au Balouchistan. La voiture a été achetée par Salman dans une salle d'exposition située à Old Sabzi Mandi à Karachi, car les dossiers indiquent qu'il a payé en espèces et soumis sa carte d'identité nationale informatisée (en) et enregistré la carte lui-même. La voiture était claire selon le dossier de police. Selon Khattab, les assaillants ont conduit depuis l'échangeur de Gharibabad de Lyari Expressway (en) et ont emprunté la route de Maripur (en) avant l'attaque. La route de Gharibabad (en) à la tour Merewether (en) a été empruntée par les militants identifiés par le géorepérage achevé par le CTD. Les terroristes ont pris le Lyari Expressway de Gharibabad à la route de Maripur, puis de la tour Merewether à Custom House, ils ont atteint le bâtiment PSX.
Deux téléphones portables, dont un smartphone, ont été récupérés auprès des militants. Ils recevaient apparemment des instructions de quelqu'un par appel vocal.

## Responsabilités
Un groupe s'identifiant comme la "Brigade Majeed" du Front de libération du Baloutchistan, un groupe terroriste désigné par les États-Unis, a revendiqué la responsabilité de l'attaque via un compte Twitter. Le porte-parole a également déclaré que tous les militants étaient des kamikazes. Cependant, les déclarations du porte-parole du Front de libération du Baloutchistan n'ont pas pu être confirmées, et son compte Twitter a été bientôt suspendu. Le ministre des Affaires étrangères du Pakistan, Shah Mehmood Qureshi, a déclaré que l'Inde activait les cellules dormantes afin de perturber la paix au Pakistan. Le Premier ministre pakistanais Imran Khan a déclaré au Parlement qu'il n'y avait "aucun doute que l'Inde est derrière l'attaque", et a déclaré qu'il y avait eu des rapports de renseignements sur une éventuelle attaque depuis deux mois. Cependant, le ministère indien des Affaires extérieures a nié toute implication et dans une déclaration a ajouté que "le Pakistan ne peut pas rejeter la faute sur l'Inde pour ses problèmes intérieurs. Contrairement au Pakistan, l'Inde n'hésite pas à condamner le terrorisme partout dans le monde, y compris dans Karachi ".

## Conséquences
Le chef de la direction de la société de sécurité privée au Pakistan a déclaré qu'elle fournirait une aide financière aux familles des agents de sécurité tués lors de l'attaque terroriste. La cellule de gestion des catastrophes de Jafaria, une organisation d'aide sociale, a également annoncé qu'elle fournirait 200 000 roupies aux veuves des agents de sécurité tués lors de l'attaque.
Deux policiers, Muhammad Rafiq Soomro et l'agent Khalil Jatoi Baloch ont été salués comme des héros au Pakistan pour leur bravoure. L'inspecteur général de la Police du Sindh (en) a annoncé une récompense de 2 millions de roupies pour l'équipe de police et a déclaré que même lorsque leur officier avait été tué, ils continuaient de combattre les terroristes pour les empêcher d'entrer dans le bâtiment PSX.

## Réactions
Le PSX n'a pas interrompu le trading pendant l'attaque. Le marché boursier a fermé à son rythme habituel. L'indice KSE 100 a enregistré un gain de 242 points (0,71%) et clôturé à 34 181,80. Cependant, pendant un moment en raison de l'agitation précoce, une vente a commencé, ce qui a ramené l'indice au plus bas de la journée de 220 points. Plus tard, l'indice de référence a également atteint le plus haut de la journée de 267 points.